# حسین علی السید
حسین علی السید (انگلیسی: Husain Al-Sayyad؛ زادهٔ ۱۴ ژانویهٔ ۱۹۸۸) بازیکن هندبال اهل بحرین است.